# 이동녕 선생 생가지
이동녕선생생가지(李東寧先生生家址)는 독립운동가인 석오 이동녕(1869∼1940)이 태어난 곳이다. 대한민국 충청남도 천안시에 있으며, 1989년 4월 20일 대한민국의 충청남도의 기념물 제72호로 지정되었다.
이 곳에는 9칸 반의 크기의 'ㄱ'자형 안채와 사랑방이 있었으나, 현재의 건물은 원래의 모습에서 많이 바뀐 것이다.
이동녕 선생의 본관은 연안이고, 이병옥의 장남으로 1869년에 태어났다. 1904년 1차 한일협약의 체결로 국권이 위협받자 상동청년회에 가입하여 애국계몽운동에 투신하였다. 1905년에 을사조약이 체결되자 이상설 등과 북간도의 용정에 망명하여 신민회를 조직하였고, 1910년에는 만주로 건너가 이시영·이강영 등과 함께 신흥무관학교를 설립하였다. 1919년 상해임시정부의 의정원 원장이 되었고, 그후 국무총리·국무위원주석의 일을 함께 보았다. 1928년 한국독립당을 결성하여 이사장이 되었으며, 1935년 한국국민당 당수로 활약하였다. 1940년 중국 사천성에서 병으로 사망하여 안장하였다가 1948년 효창공원으로 옮겼다. 1962년에 대한민국 건국공로훈장 복장을 받았다.

## 같이 보기
- 이동녕

## 참고 문헌
- 《문화재해설》, 충청남도, 1990년
- 《문화재대관》, 충청남도, 1996년
- 《천안시지》, 천안시, 1997년
- 김석영, 《선구자 이동녕일대기》, 을유문화사, 1979년
- 《충청남도지정문화재해설집》, 충청남도, 2001년

## 참고 자료
- 이동녕 선생 생가지 - 국가유산청 국가유산포털